# 工事誌
工事誌（こうじし）とは、公共工事またはそれに類する土木工事が完了した際に、建設主体である国、自治体、または法人などから刊行される公式記録を記した書物。
工事が計画された背景や地域の状況から、計画策定、関係機関や地域との交渉、実際の工事、統計、工事にあたった組織・人員等までを詳しく正確に記録する。後に歴史を調べる者や同種の工事を行う者にとっては貴重な参考資料となる。
河川整備やダム工事などの治水、台風や地震災害の復旧工事、鉄道や道路の社会基盤整備などに関する工事誌が刊行されている。

## 刊行されている工事誌の例
ここにはOPACなどで確認できる工事誌を例示している。
治水
- 河川
例：淀川大堰工事誌、愛知用水二期事業工事誌、野洲川（放水路）工事誌、写真集長良川河口堰、狩野川放水路工事誌、利根川河口堰工事誌
- ダム・砂防工事
例：黒部川第四発電所工事誌、平成大堰工事誌、信濃川水力発電工事誌、立山砂防工事誌

交通
- 鉄道路線
例：東海道新幹線工事誌、九州新幹線工事誌、津軽海峡線工事誌
- 高速道路
例：東名高速道路建設誌、名神高速道路建設誌、中央高速道路工事誌
- 橋梁
例：本州四国連絡橋 瀬戸大橋工事誌、大鳴門橋工事誌
- 隧道
例：丹那隧道工事誌、関門トンネル工事誌
- 空港
例：関西国際空港埋立造成工事誌、新広島空港工事誌、隠岐空港工事誌
- 港湾
例：敦賀港改良工事誌(PDF)、大阪港工事誌、鹿児島港修築工事誌

災害復旧
- 地震災害
例：阪神大震災復旧工事誌
- 水害
例：伊勢湾台風復旧工事誌、羽越災害復旧工事誌